# Sminthopsis leucopus
El ratón marsupial de pies blancos (Sminthopsis leucopus) es una especie de marsupial dasiuromorfo de la familia Dasyuridae originario de Tasmania y Australia. Vive en la costa y en áreas interiores de la región de Gippsland y en zonas alpinas, hasta 400 m de altitud, cerca de Narbethong. 
El tamaño del hocico a la cola es de 14 a 20 cm: de 7 a 11 de la cabeza al ano, más una cola de 7 a 9. Pesa entre de 19 a 27 gramos. 